# Anatoli Fedyukin
Anatoli Viktorovich Fedyukin (em russo: Анатолий Викторович Федюкин: Voronezh, 26 de janeiro de 1952 – 29 de julho de 2020) foi um handebolista russo, campeão olímpico com a União Soviética.
Fedyukin fez parte do elenco campeão olímpico de handebol nas Olimpíadas de Montreal de 1976, e prata em Moscou 1980. Também conquistou o título do Campeonato Mundial de Handebol Masculino de 1982.
Morreu no dia 29 de julho de 2020, aos 68 anos.